# 李如翔
李如翔（1893年—1951年），又名李英麟，辽宁本溪大堡人，中华民国政治人物。

## 生平
李如翔9岁入私塾读书，16岁考入辽阳文德中学。1912年，入奉天文学书院。自1917年毕业到1925年，先后在吉林省榆树县文华中学、阿城县敬业中学任教员及辽海教区任视学员。其间，于1924年，曾带职赴南京金陵大学讲习班进修，后仍回原籍。1925年7月，被本溪县立初级中学暨师范讲习科聘为英语和数学教员。
1927年8月，李如翔加入中国国民党。翌年秋，任本溪县党部党务指导委员兼组织科科长。1930年12月，李如翔任本溪县立初级中学校长。1932年，任本溪县师中学校校长。1937年秋，本溪县师中改为奉天省立本溪初级中学。翌年又改为奉天省立本溪国民高等学校，李如翔仍任校长。日军占领本溪后，任伪政府本溪市协和会理事、本溪法院调解委员。
1945年抗日战争结束后，李如翔任本溪地方维持会主任委员，维持会代行政府职权维持社会秩序。同年9月18日，共产党领导的冀热辽军区第十六军分区部队进驻本溪市区，接管本溪政权，撤销了李如翔的本溪地方维持会。同时将原本溪国高、本溪女子国高等合并，成立本溪联合中学，派杜若牧任校长。
1946年5月3日，国军再次占领本溪市区，李如翔被本溪湖市市长关大成任命为本溪煤铁厂矿（即本溪煤铁公司）临时矿长，又改任接收专员。兼任本溪县党部财务委员及自卫委员，组织民众训练班。1947年2月，担任本溪县临时参议会议长。3月，本溪县兵役协会成立，他又任会长负责征兵、检兵等事宜。1948年，解放军再次占领本溪，李如翔逃至沈阳，1951年被逮捕判处死刑枪决，时年58岁。